# Nico Kanitz
Nico Kanitz (* 13. Mai 1980 in Wurzen) ist ein deutscher Fußballspieler.

## Karriere
Kanitz begann seine Karriere in der Jugend des VfB Leipzig, wo er 1999 in die erste Mannschaft übernommen wurde. 2003 wechselte Kanitz zum Lokalrivalen FC Sachsen Leipzig, wo er allerdings nur eine Saison blieb. Bei seinem nächsten Verein, dem Chemnitzer FC, blieb er ebenfalls nur eine Saison. 2005 folgte der Wechsel zu den Stuttgarter Kickers, wo er in zwei Jahren auf 37 Einsätze kam, dabei jedoch zehn Mal ein- und acht Mal ausgewechselt wurde.
2007 wechselte Kanitz zum Halleschen FC, der zum damaligen Zeitpunkt in der Oberliga Nordost spielte. 2008 gelang ihm mit den Hallensern die Qualifikation für die neue Regionalliga Nord. Vier Jahre später stieg Kanitz mit dem HFC in die 3. Liga auf, wo er am 21. Juli 2012 (1. Spieltag) im Heimspiel gegen Kickers Offenbach (1:0) sein Profidebüt gab, als er in der 44. Minute für Sören Eismann eingewechselt wurde. Im Sommer 2013 wurde sein Vertrag in Halle nicht mehr verlängert. Daraufhin schloss sich Kanitz dem Verbandsligisten VfB IMO Merseburg an. Drei Jahre später folgte im Sommer 2016 sein Wechsel in die Kreisoberliga zum SV Naunhof 1920.